# Marie-Eugène-Bertrand William
Marie-Eugène-Bertrand William, francoski general, * 1883, † 1970.